# Sports Club Sagamihara
Lo Sports Club Sagamihara (SC相模原?, Esushī Sagamihara), meglio noto come SC Sagamihara, è una società calcistica giapponese con sede nella città di Sagamihara. Milita nella J3 League, la terza divisione del campionato giapponese.

## Storia
Fondato nel 2008, il club si iscrisse subito alla terza divisione del campionato prefetturale di Kanagawa, che vinse ottenendo la promozione alla lega successiva.
Dopo alcuni anni, ricchi di vittorie e promozioni consecutive, nel 2011 partecipò al Japan Regional League e nel 2012 ebbe accesso al Japan Football League.
Nell’anno successivo, ottenne la promozione in J3 League, la terza lega nipponica: riuscì a mantenere la categoria per sette stagioni, realizzando risultati altalenanti.
Yoshikatsu Kawaguchi, portiere della nazionale nipponica, giocò per il club tra il 2016 e il 2018, anno del suo ritiro dal calcio giocato.
Nel 2020, il club conquistò la prima, storica promozione in J2 League a seguito della vittoria ai danni dell'FC Imabari per 2-1 e dell'inaspettata sconfitta contemporanea del Nagano Parceiro contro l'Iwate Grulla Morioka per 2-0. Al termine del campionato seguente, tuttavia, per effetto della diciannovesima posizione in classifica, retrocesse nuovamente in terza divisione.

## Rosa 2022
Rosa aggiornata al 3 settembre 2022.
| N. |                     | Ruolo | Calciatore         |
| -- | ------------------- | ----- | ------------------ |
| 1  | Giappone (bandiera) | P     | Takahiro Shibasaki |
| 2  | Giappone (bandiera) | D     | Ryōsuke Tada       |
| 3  | Giappone (bandiera) | D     | Yukuto Omoya       |
| 4  | Giappone (bandiera) | D     | Hiroki Mizumoto    |
| 5  | Giappone (bandiera) | D     | Yasumasa Kawasaki  |
| 6  | Giappone (bandiera) | C     | Takahide Umebachi  |
| 7  | Giappone (bandiera) | A     | Takayuki Funayama  |
| 8  | Giappone (bandiera) | C     | Kensei Nakashima   |
| 9  | Giappone (bandiera) | A     | Kensei Ukita       |
| 10 | Giappone (bandiera) | C     | Jungo Fujimoto     |
| 13 | Giappone (bandiera) | D     | Ryōma Ishida       |
| 14 | Giappone (bandiera) | A     | Tsubasa Andō       |
| 15 | Giappone (bandiera) | C     | Ryū Kawakami       |
| 16 | Giappone (bandiera) | P     | Kōki Kawashima     |
| 17 | Giappone (bandiera) | D     | Ryūya Fukushima    |
| 18 | Giappone (bandiera) | D     | Tatsuya Shirai     |
| 19 | Giappone (bandiera) | C     | Yūan Matsuhashi    |

| N. |                     | Ruolo | Calciatore        |
| -- | ------------------- | ----- | ----------------- |
| 20 | Giappone (bandiera) | D     | Yūdai Fujiwara    |
| 21 | Giappone (bandiera) | P     | Akihiko Takeshige |
| 22 | Giappone (bandiera) | A     | Kazuaki Sasō      |
| 23 | Giappone (bandiera) | C     | Kaoru Takayama    |
| 24 | Giappone (bandiera) | D     | Jirō Kamata       |
| 25 | Giappone (bandiera) | D     | Riku Tanaka       |
| 26 | Giappone (bandiera) | C     | Kyōta Mochii      |
| 27 | Giappone (bandiera) | D     | Daisuke Watabe    |
| 28 | Giappone (bandiera) | A     | Reon Nozawa       |
| 29 | Giappone (bandiera) | A     | Takumu Fujinuma   |
| 30 | Giappone (bandiera) | C     | Shōgo Nakahara    |
| 31 | Giappone (bandiera) | P     | Kentarō Kakoi     |
| 32 | Giappone (bandiera) | A     | Takumi Katō       |
| 33 | Giappone (bandiera) | D     | Kōdai Minoda      |
| 34 | Giappone (bandiera) | C     | Keisuke Itō       |
| 35 | Giappone (bandiera) | A     | Taira Maeda       |
| 40 | Giappone (bandiera) | C     | Kosumo Fujino     |